# موریس بیگ
موریس بیگ (انگلیسی: Maurice Bigué؛ ۳ ژوئیهٔ ۱۸۸۶ – ۲۵ آوریل ۱۹۷۲) بازیکن فوتبال اهل فرانسه بود.
از باشگاه‌هایی که در آن بازی کرده‌است می‌توان به باشگاه فوتبال بارسلونا اشاره کرد.
وی همچنین در تیم ملی فوتبال فرانسه بازی کرده‌است.